# Беликов, Виктор Матвеевич
Виктор Матвеевич Беликов (29 апреля 1923, д. Копытово, Заволжский район, Ивановская обл. — 28 ноября 2002, г. Кишинёв, Молдавия) — Герой Советского Союза, заместитель командира эскадрильи, штурман эскадрильи 109-го гвардейского штурмового авиационного полка (6-я гвардейская штурмовая авиационная дивизия, 2-й гвардейский штурмовой авиационный корпус, 2-я воздушная армия, 1-й Украинский фронт), гвардии старший лейтенант.

## Биография
Родился 29 апреля 1923 года в деревне Копытово Заволжского района Ивановской области в семье крестьянина. Русский. Окончил неполную среднюю школу. Работал токарем в городе Наволоки Ивановской области, учился в Кинешемском аэроклубе, успешно его закончил.
Призван в Красную Армию в 1941 году и направлен в Чкаловскую военную авиационную школу пилотов. После её окончания с декабря 1942 года летчик-штурмовик Беликов на фронте. Начал боевой путь под Сталинградом. Участвовал освобождении Украины, Молдавии. Член ВКП(б)/КПСС с 1943 года.
В феврале 1943 года над Донбассом летчик-штурмовик Беликов сбил Юнкерс-88. В этом же вылете сам был сбит, совершил вынужденную посадку на вражеской территории. Через три дня вместе со стрелком-радистом вышел к своим. Всего за войну его сбивали трижды. Был несколько раз ранен, но всегда возвращался в свой полк. Последний боевой вылет совершил в небе Германии, под Берлином.
К концу войны на счету старшего лейтенанта Беликова было 128 боевых вылетов на разведку, бомбардировку и штурмовку узлов сопротивления, аэродромов и переправ. 24 июня 1945 года в составе сводного полка 1-го Украинского фронта он участвовал в параде Победы на Красной площади.
Указом Президиума Верховного Совета СССР от 27 июня 1945 года за образцовое выполнение заданий командования и проявленные мужество и героизм в боях с немецко-фашистскими захватчиками гвардии старшему лейтенанту Беликову Виктору Матвеевичу присвоено звание Героя Советского Союза с вручением ордена Ленина и медали «Золотая Звезда» (№ 4824).
После войны продолжал службу в ВВС. В 1954 году окончил Высшие офицерские лётно-тактические курсы. В 1958 года подполковник Беликов уволен в запас. Жил в городе Кишинёв (Молдавия). Работал диспетчером службы движения аэропорта.
Умер 28 ноября 2002 года.

## Награды
- Орден Ленина
- орден Красного Знамени
- орден Красного Знамени
- ордена Отечественной войны 1-й степени
- ордена Красной Звезды
- ордена Красной Звезды
- Медали

## Память
- Его имя носит улица в городе Кишинёве.
- г. Заволжск, бюст в Аллее Героев.
- Мемориальная доска в память о Беликове установлена Российским военно-историческим обществом на школе в селе Воздвиженье, где он учился.
- Мемориальная доска в память о Беликове установлена в Кинешме, на здании бывшего аэроклуба.